# Rathausbrunnen (Kempten)

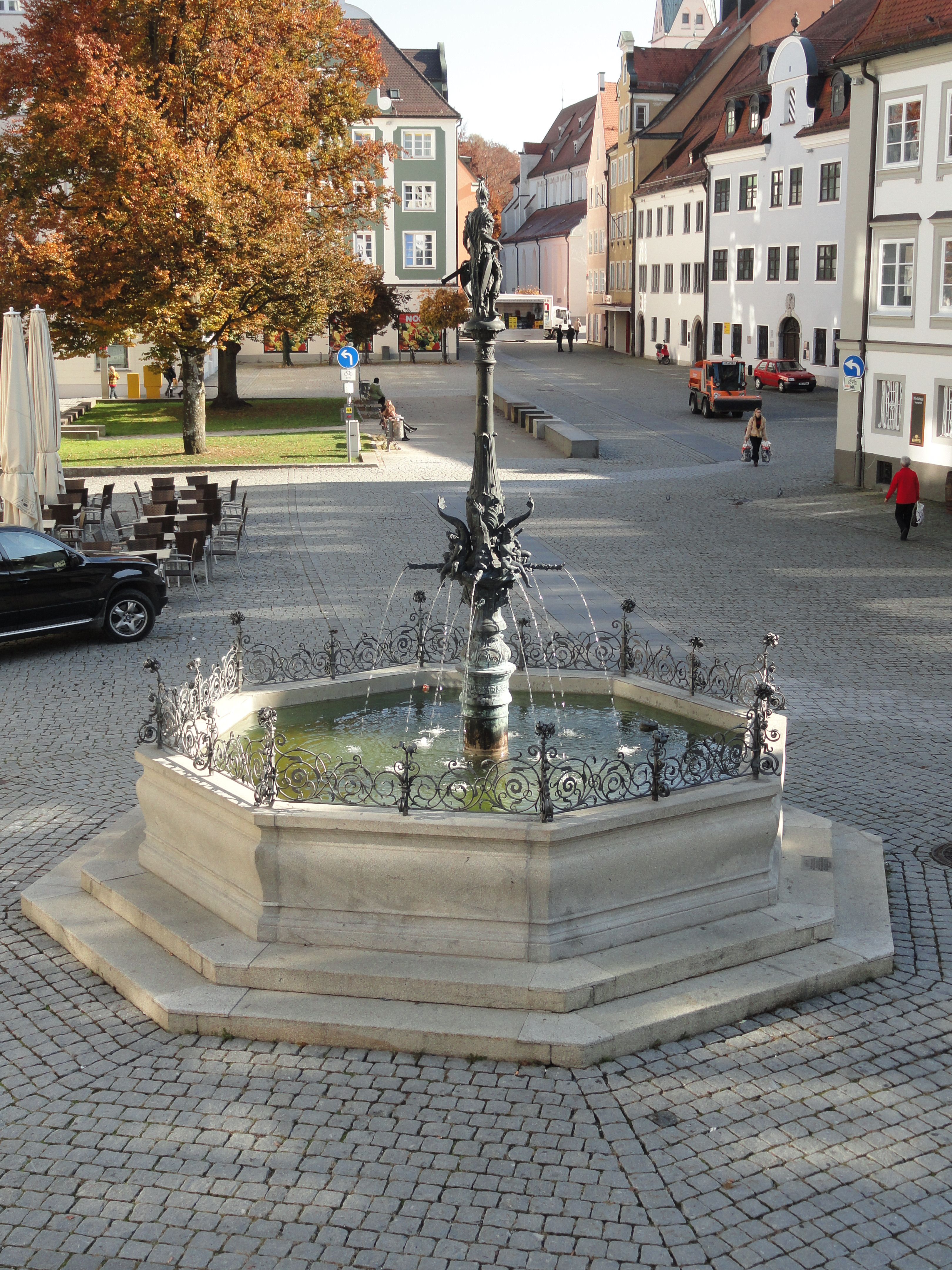
Der denkmalgeschützte Rathausbrunnen in Kempten (Allgäu)

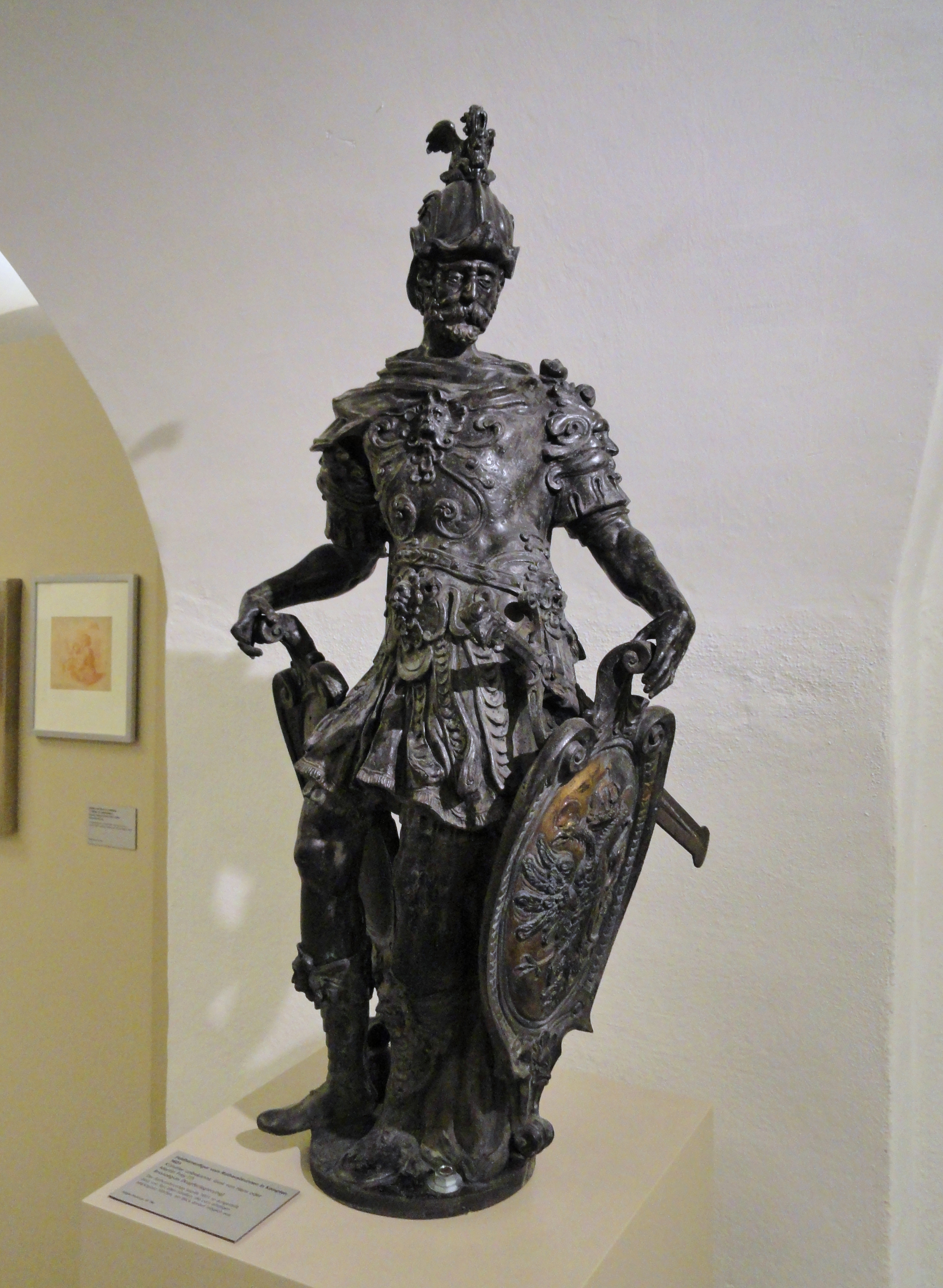
Figur eines Römischen Feldherren, Original der Brunnensäule, ausgestellt im Allgäu-Museum

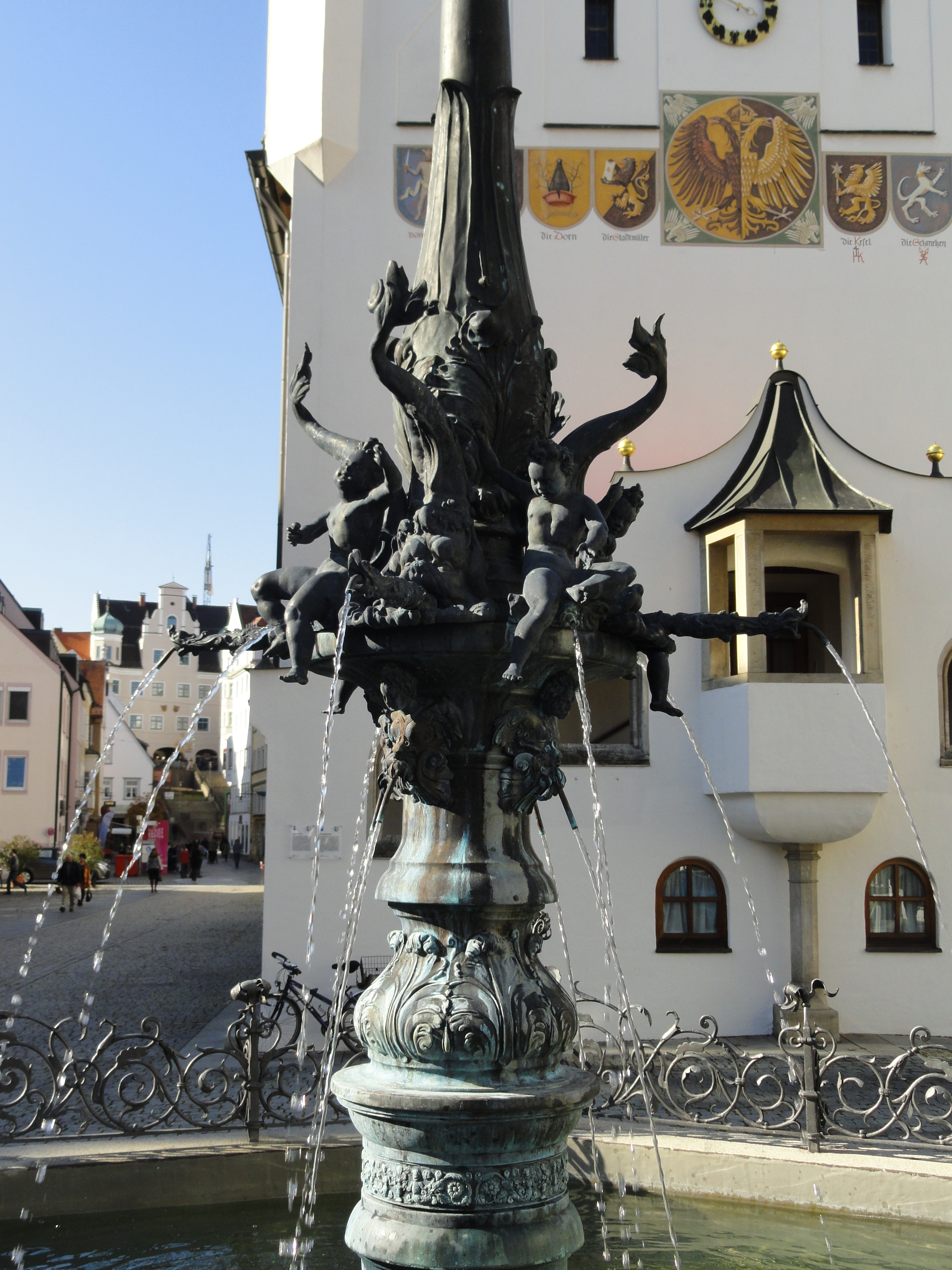
Detail der Säule: Wasserspeiende Putten und Delfine, unten die Akanthusblätter

Der Rathausbrunnen ist ein denkmalgeschützter Laufwasserbrunnen vor dem Rathaus in Kempten (Allgäu). Inmitten der achteckigen Brunnenschale steht eine 1601 gegossene Bronzesäule mit dem Standbild eines römischen Feldherrn.

## Geschichte
Vor dem Rathaus wurde 1576 ein Marktbrunnen mit einer Brunnensäule aufgestellt. Der achteckige Brunnenkasten war damals aus Eichenholz. Das Gleiche gilt für die Säule, die noch zusätzlich mit Schnitzereien versehen, bemalt und vergoldet war. 1601 stiegen die Ansprüche. Man ersetzte die Holzkonstruktion durch ein Steinbecken. In der Mitte wurde eine 20 Zentner schwere, wohl in Kempten gegossene Bronzesäule aufgestellt.
In den Jahren 1991 bis 1993 wurde der Brunnen restauriert. Dabei veränderte man seinen Standort, indem man ihn näher am Rathaus auf ein Betonfundament stellte. Die Säule wurde aus konservatorischen Gründen durch eine Kopie ersetzt und die ursprüngliche Brunnenfigur in das Allgäu-Museum gebracht.

## Beschreibung
Als Bekrönung der Säule ist die Figur eines römischen Feldherrn zu sehen, der in den Händen zwei Wappen hält. Darunter sieht man die Wappen der beiden patrizischen Bürgermeister Raimund Dorn und Josef  König. Die Feldherren-Figur zeugt von der frühneuzeitlichen Rückbesinnung auf die römischen Wurzeln der Stadt. Es könnte sich wie beim Augustusbrunnen in Augsburg um ein Denkmal für einen fiktiven römischen Stadtgründer handeln.
Auf der Säule sind neben Putten auch Delfine zu sehen, die als Wasserspeier fungieren. Das schmiedeeiserne Gitter nach einem Entwurf von Adolf Leichtle (1841–1913) wurde im Jahr 1886 am Brunnenbecken angebracht.
Seit 2001 wird der Brunnen im Winter abgedeckt. Dies geschieht mit einer schützenden Vitrine, in der während des Weihnachtsmarktes Bildwerke der Oberammergauer Schnitzschule ausgestellt werden. Die acht Werke aus Lindenholz stellen die wichtigsten Stationen der Weihnachtsgeschichte dar.